# ووهیمارینا
ووهیمارینا (به لاتین: Vohimarina) یک منطقهٔ مسکونی در ماداگاسکار است که در هائوته ماتسیاترا واقع شده‌است. ووهیمارینا ۱۲٬۵۵۹ نفر جمعیت دارد.